# Aeroportul Smithton
Aeroportul Smithton (IATA: SIO, ICAO: YSMI) este un aeroport din Tasmania, Australia.
Situat la o altitudine de 7 m, aeroportul dispune de o singură pistă. Este operat de Department of Infrastructure, Energy and Resources⁠(d).